# Bisdom Sonsonate
Het bisdom Sonsonate (Latijn: Dioecesis Sonsonatensis) is een rooms-katholiek bisdom met als zetel Sonsonate, in El Salvador. Het bisdom is suffragaan aan het aartsbisdom San Salvador. 

## Geschiedenis
Het bisdom werd opgericht op 31 mei 1986, uit delen van het bisdom Santa Ana. 

## Parochies
Het bisdom had in 2022 een oppervlakte van 1.225 km2 en telde 563.070 inwoners waarvan 81,3% rooms-katholiek was.

## Bisschoppen
- José Carmen Di Pietro Pésolo (2 juni 1986 - 30 mei 1989)
- José Adolfo Mojica Morales (18 november 1989 - 8 oktober 2011)
  - Fabio Reynaldo Colindres Abarca (apostolisch administrator: 8 oktober 2011 - 4 augustus 2012)
- Constantino Barrera Morales (11 juni 2012 - heden)